# Samartín (Amieva)
Samartín ist ein Parroquia in der Gemeinde Amieva der autonomen Gemeinschaft Asturien.

## Geographie
Der Ort mit seinen 190 Einwohnern (Stand 2011) hat eine Grundfläche von 10,41 km² und liegt auf 340 m. Die Regierungshauptstadt der Gemeinde Amieva ist Sames und liegt 8 km von Samartín entfernt. Der Fluss Sella (siehe auch Ribadesella) durchquert den Ort.

## Weiler und Dörfer
- Argolibiu – 46 Einwohner 2011 43° 15′ 5″ N, 5° 7′ 10″ W
- Camporriondi – 17 Einwohner 2011
- Los Caneyones – 1 Einwohner 2011
- Carmeneru – unbewohnt 2011
- Ceneya 14 Einwohner 2011 43° 14′ 13″ N, 5° 5′ 32″ W
- La Cetreda – unbewohnt 2011
- Cien – 36 Einwohner 2011 43° 14′ 45″ N, 5° 6′ 6″ W
- La Ḥuente'l Sapu – 3 Einwohner 2011
- Gorgoyones – unbewohnt 2011
- La Mata – 1 Einwohner 2011
- El Molín de Llastra – 1 Einwohner 2011
- El Puente Vega – 9 Einwohner 2011
- Palombierga – unbewohnt 2011
- Rañes – unbewohnt 2011
- La Teyera – 10 Einwohner 2011
- La Vega – 4 Einwohner 2011
- Vega de Cien – 48 Einwohner 2011 43° 14′ 48″ N, 5° 6′ 31″ W

## Klima
Angenehm milde aber feuchte Sommer mit ebenfalls milden, in den Hochlagen auch strengen Wintern.

## Naturerlebnisse
Die „wildromantische“ Natur mit ihrer Mischung aus tiefen, urromantischen Tälern und den alpinen Regionen laden zu Wanderungen in weitgehend belassener Natur.

## Sehenswürdigkeiten
- Kapelle „Capilla de San Antonio“ in Argolibiu
- gotische Kirche in der Ortsmitte „Iglesia de Samartín“
- die Megalithen El Padrún (Los Megalitos de El Padrún)
- viele weitere Kirchen und Bauten aus mehreren Jahrhunderten im nahen Umland

## Söhne und Töchter der Region
- Cristóbal Ferrado García († 1673), Maler.
- Bernaldo Alonso (genannt Tarrín), Schriftsteller (19. Jahrhundert).
- Antonio Llanos Cortés (1812–1871), Rechtsanwalt und Archäologe.
- José Simón y Torre (1847–1909), Schriftsteller und Journalist, Vizepräsident der asturischen Abordnung in Madrid.